# Gustavo Marcaccio
Gustavo Marcaccio es un exjugador profesional de tenis y actualmente se desempeña como entrenador de tenis. Nació el 3 de mayo de 1977 en Buenos Aires, Argentina. Fue el entrenador del tenista argentino Juan Mónaco y del español más ganador de Roland Garros, Rafael Nadal.
La mayoría de sus partidos como profesional los disputó en torneos Futures, aunque también participó de muchas fases de clasificación para intentar ingresar a los cuadros principales de torneos Challengers y ATP.

## Carrera como tenista
Su primer partido profesional de la ATP fue en 1998 en un Future disputado en Grecia, en el cual avanzó hasta la 2.ª Ronda. Su debut en un torneo Challenger fue en el año 2000 en Gramado (Brasil), donde cayó en 1.ª Ronda. Su estreno en torneos ATP fue en 2004 en Scottsdale, Arizona; donde cayó en 1.ª Ronda ante el ruso Alex Bogomolov Jr. En cuanto a participaciones en Grand Slams, su única aparición en la fase de clasificación del Australian Open en 2008, donde perdió en la ronda inicial.
En torneos Future consiguió 5 títulos. El 1.º fue en el 2000 en Buenos Aires (Argentina) donde se impuso en la final ante su compatriota Juan Pablo Guzmán. El 2.º campeonato fue en 2001 en Cuba donde se coronó ante el israelí Amir Hadad. El 3.er trofeo lo levantó en 2003 en Mazatlán Sinaloa (México) al superar en la final al local Alejandro Hernández. Ese mismo año logró su 4.º título también en México, esta vez en el Distrito Federal donde le ganó en la definición al estadounidense Andres Pedroso. El último campeonato lo logró también en 2003 y en tierras aztecas, en Ciudad Obregón imponiéndose en la final al brasileño Lucas Engel.
En torneos Challenger, sus mejores actuaciones fueron en el año 2007 donde alcanzó las semifinales de los torneos disputados en Ciudad de México (México) y Bogotá (Colombia).
En torneos ATP, sus mejores actuaciones se vieron en 2006 en Viña del Mar (Chile) y Estoril (Portugal) donde alcanzó los octavos de final. En las primeras rondas de ambos torneos, Marcaccio logró dos de sus dos mejores victorias en su carrera al derrotar al peruano Luis Horna (ranking N°70 ATP) y al checo Tomas Zib (ranking N°107 ATP).
En su carrera profesional, sus victorias ante rivales mejores clasificados fueron ante Dominik Hrbaty (ranking N°20 ATP), Luis Horna (ranking  N°70 ATP), Tomas Zib (ranking N°107 ATP), Paolo Lorenzi (rnking  N°167 ATP), Peter Luczak (ranking N°90 ATP). También derrotó a otros renombrados tenistas como Juan Mónaco, Martín Vassallo Argüello, Boris Pašanski, Andreas Seppi,  Mariano Puerta, Carlos Berlocq, Sergio Roitman, Robert Kendrick e Iván Miranda, entre otros.

## Carrera como entrenador
Luego de su retiro a mediados de 2009, fue entrenador del ecuatoriano Giovanni Lapentti. Durante 2010 y 2011 fue entrenador del tandilense Máximo González.
También entrenó a Juan Mónaco, Guido Pella, Paula Ormaechea y Svetlana Kuznetsova.
Además de su carrera tenística, fue notero y entrevistador durante el 2005, 2006 y 2009 del programa Tenis Pro de Fox Sports Latinoamérica, en donde se mostraba la intimidad del circuito de tenis profesional. Durante el 2007 transmitió un programa de radio llamado Doble Mixto.